# Six jours, sept nuits
Pour plus de détails, voir Fiche technique et Distribution.
Six jours, sept nuits (Six Days, Seven Nights) est un film américain réalisé par Ivan Reitman, sorti en 1998.

## Synopsis
À l'origine, cela devait être des vacances de rêves pour Robin Monroe, rédactrice adjointe d'un grand magazine de mode new-yorkais, et pour son fiancé, le richissime et romantique Frank Martin. Contrainte d'abandonner celui-ci pour son travail en se rendant à Tahiti, Robin est amenée en coucou par le pilote baroudeur et bougon Quinn Harris mais leur avion doit se poser en catastrophe sur une île déserte.
Robin et Quinn apprennent à survivre ensemble pour s'en sortir, pourchassés par des pirates dans une jungle hostile. Pendant ce temps, Frank Martin tombe sous le charme d'une ancienne petite amie de Quinn.

## Fiche technique
Sauf indication contraire, les informations mentionnées dans cette section peuvent être confirmées par les bases de données cinématographiques IMDb et Allociné,  présentes dans la section « Liens externes ».
- Titre original : Six Days, Seven Nights
- Titres français et québécois : Six jours, sept nuits[1]
- Réalisation : Ivan Reitman
- Scénario : Michael Browning
- Musique : Randy Edelman
- Direction artistique : David F. Klassen et Richard F. Mays
- Décors : J. Michael Riva
- Costumes : Gloria Gresham
- Photographie : Michael Chapman
- Son : Ron Bartlett, Gene S. Cantamessa, Howell Gibbens, Chris Jenkins, Mark Smith
- Montage : Wendy Greene Bricmont et Sheldon Kahn (en)
- Production : Roger Birnbaum, Wallis Nicita et Ivan Reitman
  - Production déléguée : Julie Bergman Sender, Daniel Goldberg et Joe Medjuck
  - Production associée : Terry Norton et Michael Palmieri
  - Coproduction : Sheldon Kahn (en) et Gordon A. Webb
- Sociétés de production : Touchstone Pictures, Caravan Pictures, Northern Lights Entertainment, Roger Birnbaum Productions et Hollywood Pictures[2]
- Sociétés de distribution : Buena Vista Pictures (États-Unis) ; Gaumont Buena Vista International (France)
- Budget : 70 millions de $[3]
- Pays de production :  États-Unis
- Langues originales : anglais, allemand
- Format : couleur (Technicolor) — 35 mm — 2,39:1 (Panavision) — son DTS / Dolby Digital / SDDS
- Genre : comédie, aventure, action, romance, robinsonnade
- Durée : 102 minutes
- Dates de sortie[4] :
  - États-Unis, Québec : 12 juin 1998[1]
  - Belgique : 19 août 1998
  - France, Suisse romande : 26 août 1998[5],[6]
- Classification :
  - États-Unis : accord parental recommandé, film déconseillé aux moins de 13 ans (PG-13 - Parents Strongly Cautioned)[N 1]
  - France : tous publics[7]
  - Suisse romande : interdit aux moins de 7 ans[8]
  - Québec : tous publics (G - General Rating)[1]

## Distribution
- Harrison Ford (VF : Richard Darbois ; VQ : Ronald France) : Quinn Harris
- Anne Heche (VF : Céline Monsarrat ; VQ : Lisette Dufour) : Robin Monroe
- David Schwimmer (VF : Philippe Bozo ; VQ : Gilbert Lachance) : Frank Martin
- Jacqueline Obradors (VF : Véronique Volta et VQ : Hélène Mondoux) : Angelica
- Danny Trejo : Pierce
- Temuera Morrison (VF : Bruno Dubernat ; VQ : Manuel Tadros) : Jager
- Allison Janney (VF : Catherine Privat ; VQ : Madeleine Arsenault) : Marjorie
- Douglas Weston (VF : Didier Cherbuy) : Philippe Sinclair
- Cliff Curtis : Kip
- Ben Bode : Tom Marlowe
- Taj Mahal : le guitariste

## Production

### Tournage
Le tournage a lieu à New York, Los Angeles et sur l'île de Kauai à Hawaï.

## Accueil

### Accueil critique
Lors de la 21e édition des Stinkers Bad Movie Awards en 1998, Anne Heche fut nommée pire actrice.

## Distinctions

### Nomination1998
- International Film Music Critics Award : meilleure musique originale pour un film comique pour Randy Edelman

### Récompenses1999
- Blockbuster Entertainment Awards : acteur préféré dans un film de comédie / romance pour Harrison Ford
- BMI Film and TV Awards : Prix BMI de la meilleure musique de film pour Randy Edelman

### Nominations1999
- Blockbuster Entertainment Awards : 
  - Actrice préférée dans un film de comédie / romance pour Anne Heche
  - Acteur de second rôle masculin préféré dans un film de comédie / romance pour David Schwimmer
  - Actrice de second rôle féminin préférée dans un film de comédie / romance pour Jacqueline Obradors

## Éditions en vidéo
- En France, le film Six jours, sept nuits est sorti en DVD le 8 juillet 1999[11] et ressorti en DVD le 3 mai 2002[12]. Le film est également sorti en VOD le 1er janvier 2015[5].
- Au Québec, le film est sorti en DVD / Blu-ray le 11 janvier 2005[13].